# Buscheller
Buscheller ist ein Gemeindeteil der oberfränkischen Gemeinde Grub am Forst im Landkreis Coburg.

## Geographie
Das Straßendorf liegt an einem Hang nördlich des Füllbachs. Durch den Ort verläuft eine Gemeindeverbindungsstraße, die von Grub am Forst nach  Ebersdorf bei Coburg führt. Östlich von Buscheller liegt die Bundesautobahn 73 mit der Füllbachtalbrücke, südlich die  Bahnstrecke Eisenach–Lichtenfels und die Bundesstraße 303.

## Geschichte
Die erste urkundliche Nennung des Flurnamens „Puscheller“ war 1514.
1584 wurde die erste Rodung zur Gewinnung von Ackerfläche erwähnt. In Buscheller ließen sich erst im 19. Jahrhundert einige Familien nieder. Für 1860 ist der erste Hausbau belegt. 1925 zählte der Ort 14 Einwohner und 2 Wohnhäuser. Bis Mitte des 20. Jahrhunderts wurde Buscheller zu Rohrbach gezählt. 1987 hatte das Dorf 62 Einwohner und 19 Wohnhäuser.
Am 1. Januar 1971 wurde Buscheller mit Zeickhorn nach Grub am Forst eingemeindet. Buscheller gehört zum evangelisch-lutherischen Kirchensprengel von Grub am Forst.

## Einwohnerentwicklung
| Jahr | Einwohnerzahl |
| ---- | ------------- |
| 1925 | 14            |
| 1950 | 10            |
| 1970 | 74            |
| 1987 | 62            |
| 2014 | 70            |